# Tina Charles (basquetebolista)
Tina Alexandria Charles (Jamaica, 5 de dezembro de 1988) é uma basquetebolista profissional estadunidense que atualmente joga pelo Washington Mystics na Women's National Basketball Association. A atleta que possui 1,93m e pesa 90kg, atua como Pivô.

## Carreira Profissional

### Connecticut Sun (2010-2013)
Charles foi a primeira escolha no draft da WNBA de 2010, escolhida pelo Connecticut Sun. No mesmo ano foi nomeada Revelação (Rookie of the Year).
Na temporada de 2012, ela liderou a liga em número de duplos-duplos, e foi a primeira jogadora na história da WNBA a chegar a 900, 1000 e 1100 rebotes. Em Setembro, Charles ganhou o prêmio de MVP (Jogadora Mais Valiosa), ela recebeu 25 de 41 votos. 